# Аделхайд фон Хоенлое
Вижте пояснителната страница за други личности с името Аделхайд.
Аделхайд фон Хоенлое-Вайкерсхайм (на немски: Adelheid von Hohenlohe-Weikersheim; * ок. 1305; † сл. 1340) е графиня от Хоенлое-Вайкерсхайм и чрез женитби графиня на Йотинген, Ринек-Ротенфелс и господарка на Хоенлое-Браунек в Халтенбергщетен.

## Произход
Тя е дъщеря на граф Крафт I фон Хоенлое-Вайкерсхайм († 1313) и втората му съпруга Маргарета фон Труендинген († 1293/1294), дъщеря на граф Фридрих I фон Труендинген-Дилинген и Маргарета фон Андекс-Мерания) (По други източници майка ѝ е първата съпруга Вилиберг фон Вертхайм († 1279), дъщеря на граф Попо III фон Вертхайм и Кунигунда фон Ринек)
Баща ѝ Крафт I фон Хоенлое-Вайкерсхайм се жени трети път 1295 г. за Агнес фон Вюртемберг († 1305), вдовица на граф Конрад IV фон Йотинген († 1279) и на граф Фридрих II фон Труендинген († 1290).
Тя е сестра на Крафт II († 1344) и полусестра на Конрад († 1329/1330).

## Фамилия
Първи брак: с граф Конрад V Шюпф-Йотинген († 1313), син на граф Конрад IV фон Йотинген († 1276/1279) и графиня Агнес фон Вюртемберг († 1305). Те имат една дъщеря:
- Маргарета († сл. 15 октомври 1324)

Втори брак: пр. 12 януари 1316 г. се омъжва за граф Лудвиг VIII фон Ринек († 1333), вторият син на граф Лудвиг VI фон Ринек (III) († 1291) и Уделхилд (Аделхайд) фон Грумбах († 1300). Тя е втората му съпруга. Те имат три деца:
- Уделхилд фон Ринек, от 1329 г. единствена наследничка, омъжена за граф Хайнрих III (IV) фон Монфор-Тетнанг († 1408)
- Аделхайд († сл. 1333)
- дете (* пр. 1329; † пр. 1334)

Трети брак: пр. 1 юни 1337 г. се омъжва за Улрих II фон Хоенлое-Браунек-Халтенбергщетен († 1345), големият син на Улрих I фон Хоенлое-Браунек-Халтенбергщетен († 1332) и съпругата му Мехтилд фон Вайнсберг († 1332). Тя е втората му съпруга. Те нямат деца.